# 克列文河

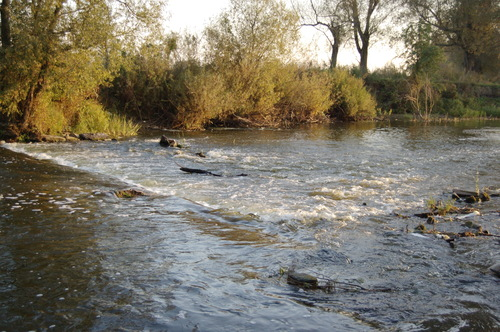

克列文河（烏克蘭語：Клевень）是東歐的河流，流經俄羅斯的布良斯克州、庫爾斯克州和烏克蘭的蘇梅州，屬於謝伊姆河的支流，河道全長113公里，流域面積2,660平方公里。